# Dům důstojníků (Valjevo)
Dům důstojníků (srbsky Официрски дом/Oficirski dom) se nachází v srbském městě Valjevo. Nachází se na rohu ulic Pop Lukina a Karadžićeva.
Rohový dům má jedno patro, a podobně jako je tomu v případě obdobné stavby v Bělehradě, je jeho dominantním prvkem věž umístěná v rohu, kde se nachází i hlavní vchod do budovy.

## Historie
Dům byl vybudován v 20. letech 20. století pro potřeby důstojníků, zařazených do drinské divize Jugoslávské armády. Slavnostně byl otevřen roku 1930.
V dobách existence socialistické Jugoslávie sloužil také jako kulturní centrum, konala se zde filmová představení s tematikou partyzánské kinematografie. Kromě toho sloužil i pro některá sportovní utkání. Zařízení neslo název Dom JNA (Dům Jugoslávské lidové armády).
V roce 1990 se stal kulturní památkou. V roce 2000 se měla uskutečnit rekonstrukce stavby, ale velmi rychle po jejím zahájení byly všechny práce zastaveny. Důvodem byl nedostatek financí a politické změny v druhé polovině roku. Dům byl uzavřen a nebyl vůbec využíván. Na začátku druhé dekády 21. století se nacházel v havarijním stavu; do objektu zatékalo a zničeny byly částečně stropy i podlahy. Navíc byl dům předmětem sporů ohledně návratu majetku. V roce 2015 byla dokončena rekonstrukce budovy. Město Valjevo nedlouho předtím koupilo stavbu od Ministerstva obrany, opravilo ji a následně mělo zájem ji prodat soukromému subjektu.